# 蒙古野韭
蒙古野韭（学名：Allium prostratum）是葱科葱属的植物。分布于西伯利亚、蒙古以及中国大陆的黑龙江、新疆等地，生长于海拔600米至800米的地区，一般生长在石坡上，目前已由人工引种栽培。